# Ofensiva de Kobane de 2024
Los enfrentamientos de Kobane de 2024 fueron una campaña militar llevada a cabo por el Ejército Nacional Sirio (SNA) pro- turco y la Fuerza Aérea Turca contra las Fuerzas Democráticas Sirias (SDF) luego de la exitosa ofensiva de Manbij de 2024. La ofensiva se lanzó con la intención de capturar la ciudad de Kobanî, de mayoría kurda, y posiciones en el distrito de Ayn Al-Arab, al este del Éufrates. La ofensiva se inició con numerosos ataques aéreos en la zona rural de Kobanî y en la presa de Tishrin, situada sobre el Éufrates, entre los territorios recientemente capturados del distrito de Manbij y el distrito de Ayn al-Arab.

## Ofensiva
Desde el 8 de diciembre de 2024, se produjeron enfrentamientos en el puente Qara Qozak de la autopista M4 y en la presa de Tishrin, ambos cruces críticos del Éufrates, y las SDF afirmaron haber matado a docenas de combatientes del SNA.
A partir del 9 de diciembre, las fuerzas militares del Ejército Nacional Sirio (ENS) pro- turco realizaron ataques con drones contra la presa de Tishrin en el Éufrates, lo que provocó graves daños a su infraestructura de generación eléctrica. El ataque dejó la instalación parcialmente inoperativa, causando cortes generalizados de electricidad en numerosos centros de población que dependen de la presa para obtener electricidad. El personal de la presa quedó atrapado dentro de las instalaciones debido a las operaciones de combate circundantes, lo que provocó llamamientos urgentes de su personal para detener todas las operaciones de combate en la presa debido a su importancia como infraestructura civil esencial en toda la región.  El 9 de diciembre, 11 combatientes de las FDS también murieron en un ataque con aviones no tripulados turcos contra una posición de las FDS cerca del puente Qarquzaq, al este de Manbij. 
Kobane, Ayn Issa, Zormixar, la colina Berkel, la colina Miştenûr y el puente Qereqozax y posiciones cercanas fueron bombardeados con vehículos aéreos no tripulados el mismo día. Tres miembros de los combatientes de Seguridad Interna de las FDS murieron en un ataque con drones en el puente Qereqozax. Dos niños fueron asesinados por armas pesadas en la aldea de Kon Eftar, en las afueras de Kobane.  
Los ataques aéreos se combinaron con operaciones terrestres por parte de facciones respaldadas por Turquía para sacar la presa del control de las Fuerzas Democráticas Sirias (FDS) y cruzarla al distrito de Ayn al-Arab, lo que al parecer provocó la muerte de docenas de tropas del ENS y la destrucción de varios de sus vehículos.  
También el 11 de diciembre, seis combatientes del Consejo Militar de Manbij de las FDS murieron en un ataque con aviones no tripulados turcos cerca del puente Qarquzaq, al sur de Ayn al-Arab.  Una anciana murió y su nieto resultó herido después de que su vehículo civil fuera atacado con ametralladora mientras cruzaban el puente para regresar a su casa en Manbij.
El 12 de diciembre, el Observatorio Sirio de Derechos Humanos (SOHR) informó que las Fuerzas Armadas Turcas y la Sala de Operaciones Amanecer de la Libertad iniciaron ataques violentos contra la presa de Tishrin utilizando armamento pesado como tanques y drones. El SOHR advirtió que los ataques podrían potencialmente provocar una falla en la represa y conducir a una importante crisis humanitaria. Ese mismo día se anunció una tregua mediada por Estados Unidos.
El 14 de diciembre, los esfuerzos diplomáticos mediados por la coalición internacional para establecer un alto el fuego entre las fuerzas apoyadas por Turquía y las SDF fracasaron. Tras el fracaso de las negociaciones, fuentes locales informaron que las fuerzas turcas y respaldadas por Turquía iniciaron una importante movilización militar en torno a lugares estratégicos, en particular cerca del puente Qarqozak y a lo largo de las fronteras de Kobani, a lo largo de la frontera entre Siria y Turquía.
Expertos en agua iraquíes y sirios confirmaron la aparición de grietas en el muro principal de la presa de Tishrin tras continuos bombardeos militares sobre la presa, y advirtieron de la creciente posibilidad de una ruptura de la presa si continúan los combates militares en la zona. Los expertos predijeron que una ruptura podría producir múltiples olas de hasta siete metros de altura que podrían viajar hacia Irak y destruir varios asentamientos fluviales en la Gobernación de Al Anbar.
En diciembre de 2024, las facciones apoyadas por Turquía anunciaron que interrumpirían el alto el fuego con los grupos apoyados por Estados Unidos, como las Fuerzas Democráticas Sirias. Un artículo de prensa señaló: "El SNA, que reúne a varias facciones armadas, informó a las SDF el lunes que volvería a 'un estado de combate contra nosotros', dijo una de las fuentes que informaron a Al-Monitor. Las fuentes dijeron que las negociaciones entre las SDF y el SNA habían 'fracasado' y que se estaban observando 'importantes acumulaciones militares' en áreas al este y al oeste de la ciudad kurda de Kobane en la frontera turca".  El 17 de diciembre de 2024, la tregua se extendió por una semana.  El 18 de diciembre de 2024, grupos respaldados por Turquía violaron el alto el fuego e intentaron una incursión en territorio de las SDF, la incursión fracasó y 21 combatientes del SNA murieron en los enfrentamientos; cinco miembros del SNA también fueron capturados.
Desde principios de diciembre, los ataques aéreos turcos dejaron 20 combatientes de las SDF, 15 ex soldados del SAA y 16 civiles muertos durante la Operación Amanecer de la Libertad.
Además, dos periodistas kurdos murieron en un ataque aéreo turco contra su coche en la zona rural de Ain-Al Arab.
El 21 de diciembre, cinco civiles murieron en un ataque aéreo turco.  Cinco combatientes de las SDF murieron durante el bombardeo de la artillería turca contra posiciones en la presa de Tishrin.
El 22 de diciembre, dos civiles murieron tras un bombardeo de artillería turco sobre Kobani.